# Vaudelnay

Vaudelnay este o comună în departamentul Maine-et-Loire, Franța. În 2009 avea o populație de 1,238 de locuitori.